# Sockertång

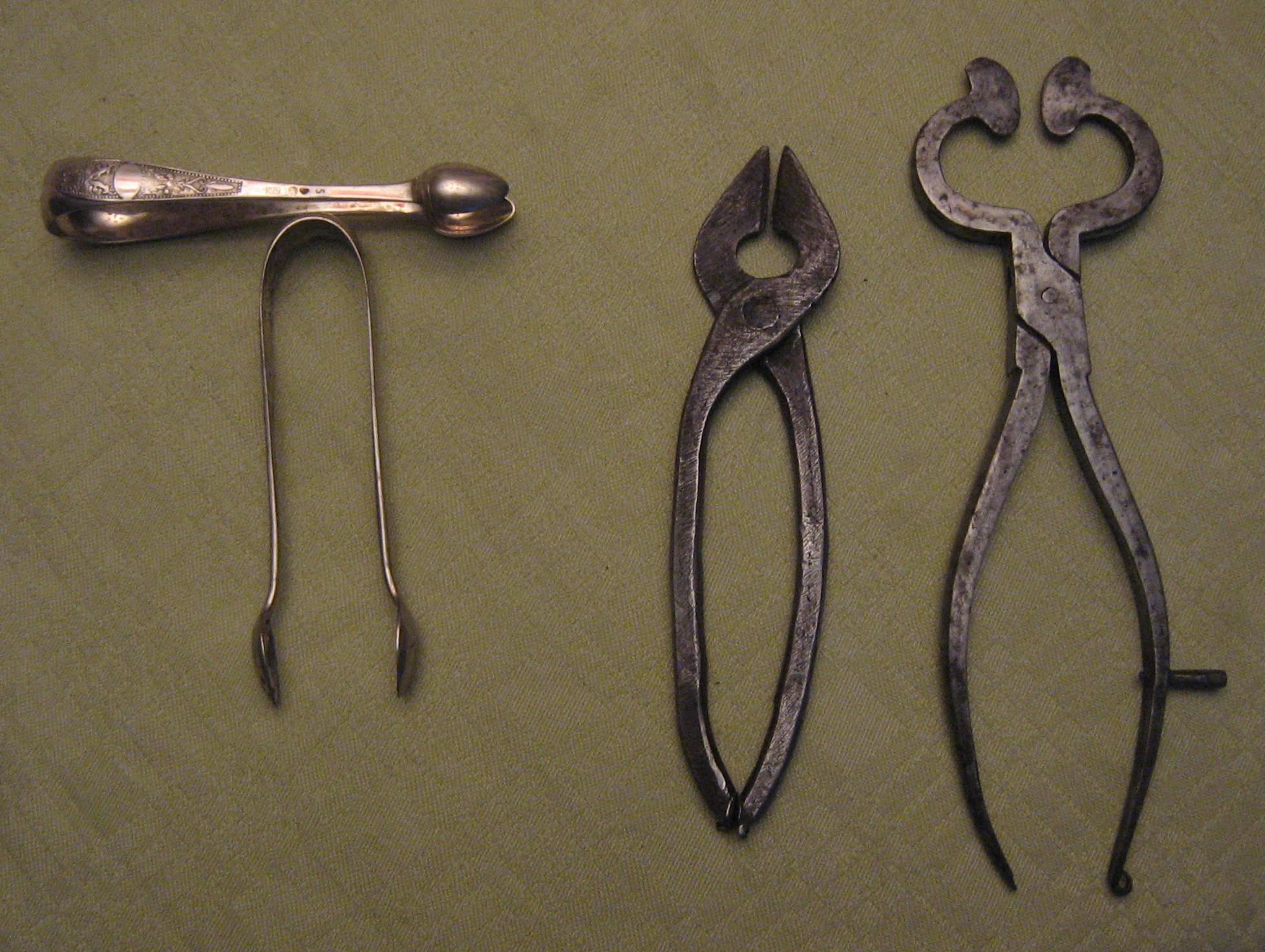
Till höger två sockertänger i stål för att bryta bitar ur sockertoppar, samt två sockertänger för att plocka bitsocker ur sockerskål till vänster. Finns i en rad olika konstruktioner, dessa båda i svenskt silver från 1837 respektive 1909.

Sockertång är ett verktyg avsett för att ta sockerbitar ur en sockerskål. Sockerbiten uppfanns av Jakob Christof Rad 1841. Johan Petter Johansson uppfann år 1909 en sockertång med en fjädrande gripklo. Sockertång eller sockersax användes även för att bryta bitar ur en sockertopp.